# Кужня Рачиборска
Ку̀жня Рачибо̀рска (на полски: Kuźnia Raciborska; на силезки: Raciborskô Kujźnia; на немски: Ratiborhammer) е град в Южна Полша, Силезко войводство, Рачибожки окръг. Административен център е на градско-селската Кужненска община. Заема площ от 31,49 км2.

## Население
Според данни от полската Централна статистическа служба, към 1 януари 2014 г. населението на града възлиза на 5 500 души. Гъстотата е 175 души/км2.